# Pontiac (Michigan)
Pontiac város az USA Michigan államában, Oakland megyében, melynek megyeszékhelye is. Lakosainak száma 61 606 fő (2020. április 1.).

## Népesség
A település népességének változása:
| Lakosok száma | 1904 | 59 515 | 61 606 |
|               | 1840 | 2010   | 2020   |